# Gmina Myszyniec
Die Gmina Myszyniec ist eine Stadt-und-Land-Gemeinde im Powiat Ostrołęcki der Woiwodschaft Masowien in Polen. Die Einwohnerzahl liegt bei rund 10.400. Ihr Sitz ist die gleichnamige Stadt mit etwa 3.400 Einwohnern.

## Geographie
Die Gemeinde liegt im Norden der Woiwodschaft und grenzt an die Woiwodschaft Ermland-Masuren. Die Grenze der Woiwodschaft Podlachien liegt zwanzig Kilometer östlich. Zu den Gewässern gehört die Rozoga.

## Geschichte
Myszyniec erhielt 1993 die Stadtrechte zurück und die Landgemeinde bekam den Status einer Stadt-und-Land-Gemeinde.

## Gliederung
Zur Stadt-und-Land-Gemeinde gehören neben der namensgebenden Stadt 17 Dörfer mit 18 Schulzenämtern (polnisch sołectwa):
Białusny Lasek
Cięćk
Charciabałda
Drężek
Gadomskie
Krysiaki
Myszyniec-Koryta
Myszyniec Stary
Niedźwiedź
Olszyny
Pełty
Świdwiborek
Wolkowe I
Wolkowe II
Wydmusy
Wykrot
Zalesie
Zdunek
Kleinere Orte der Gemeinde sind die Weiler Białusny Lasek, Olszyny, Zawodzie und Zdunek.